# Felipe de Jesús Estévez
Felipe de Jesús Estévez (nacido el 5 de febrero de 1946) es un prelado de la Iglesia católica nacido en Cuba que fue obispo de la Diócesis de San Agustín en Florida de 2011 a 2022. Estévez se desempeñó anteriormente como obispo auxiliar de la Arquidiócesis de Miami en Florida de 2003 a 2011.

## Biografía

### Primeros años
Estévez nació en Pedro Betancourt, Cuba el 6 de febrero de 1946. Huyó a los Estados Unidos cuando era joven bajo la Operación Peter Pan, un programa para traer niños cubanos a los Estados Unidos. Es el segundo de tres hijos (dos niños y una niña) de Adriano y Estrella Estévez. Estévez estudió en la Universidad de Montreal en Montreal, Quebec, y recibió una Licenciatura en Teología en 1970.

### Sacerdocio
Estévez fue ordenado sacerdote de la Diócesis de Matanzas en Cuba el 30 de mayo de 1970 en Fort Wayne, Indiana. Estévez fue enviado a Honduras, sirviendo como pastor asociado de la Parroquia de Goascorán en Goascorán, Honduras por un año. Se convirtió en miembro de la facultad en Honduras del Seminario de San José durante un año y del Seminario de Nuestra Señora de Suyapa durante dos años.
Al regresar a los Estados Unidos en 1975, Estévez se unió a la facultad del Seminario Regional St. Vincent de Paul en Boynton Beach, Florida, donde sirvió hasta 1977. En 1977, recibió una Maestría en Artes de la Universidad Barry en Miami Shores, Florida.
Estévez fue incardinado, o transferido, a la Arquidiócesis de Miami el 9 de febrero de 1979. Luego fue a Roma a estudiar en la Pontificia Universidad Gregoriana, recibiendo un Doctorado en Sagrada Teología en 1980. Estévez habla español, inglés, francés con fluidez e italiano. Después de su regreso a Florida, fue designado presidente/rector de St. Vincent de Paul, cargo que mantuvo hasta 1986.
Estévez se convirtió en ministro del campus de la Universidad Internacional de Florida en Miami, Florida en 1987. Ese mismo año, fue nombrado párroco de la parroquia St. Agatha en Miami. Estévez dejó ambos cargos en 2001 para convertirse en decano de formación espiritual en St. Vincent de Paul.

### Obispo Auxiliar de Miami
Estévez fue nombrado obispo auxiliar de la Arquidiócesis de Miami y obispo titular de Kearney el 21 de noviembre de 2003. El 7 de enero de 2004 fue consagrado en la Catedral de St. Mary en Miami por el arzobispo John Favalora. Sus co-consagrantes fueron el arzobispo Pedro Estiu y el obispo Thomas Olmsted. En 2010, Estévez fue nombrado vicario general de la arquidiócesis.

### Obispo de San Agustín
El Papa Benedicto XVI nombró a Estévez como obispo de la Diócesis de St. Augustine para suceder al obispo saliente Victor Galeone el 27 de abril de 2011. Estévez fue instalado en la Iglesia Católica St. Joseph en Mandarin, Jacksonville, Florida. A la instalación asistieron más de 2000 laicos, diáconos, sacerdotes y obispos de todo el país y fue transmitida por EWTN.
Estévez es una opositora activa de la pena de muerte y el derecho al aborto para las mujeres, se reúne habitualmente con legisladores, escribe documentos de política y pronuncia discursos; también ha sido un defensor de los derechos de los discapacitados y los inmigrantes.
Estévez inició las primeras vísperas ecuménicas a nivel de obispo en Florida el 22 de enero de 2014, en la Catedral Basílica de San Agustín en San Agustín. Al servicio asistieron líderes protestantes y ortodoxos, clérigos y laicos. Asistió a la instalación del obispo Robert Schaefer de la Iglesia Evangélica Luterana en América cerca de Tampa, Florida. Colaboró con líderes cristianos ortodoxos orientales locales en apoyo de la reunión entre el Papa Francisco y el Patriarca Bartolomé en Jerusalén el 25 de mayo de 2014.
El 15 de octubre de 2019, Estévez anunció que el Santuario de Nuestra Señora de La Leche, ubicado en la misión Nombre de Dios en San Agustín, había sido designado por la Conferencia de Obispos Católicos de los Estados Unidos como santuario nacional.

### Jubilación
El 24 de mayo de 2022, el Papa Francisco aceptó la renuncia de Estévez como obispo.

## Puntos de vista
El 19 de junio de 2019, Estévez dijo que debemos mostrar compasión y reconocer la dignidad de los inmigrantes indocumentados en los Estados Unidos y llamó a reformar el sistema de inmigración estadounidense.

El 28 de mayo de 2020, Estévez publicó una carta pastoral en la que condenó el uso de la pena capital en Florida. Él declaró:
No queremos que nadie en la sociedad corra peligro a causa de estos criminales, pero no creemos que la muerte sea la respuesta. Matarlos porque ellos han matado perpetuaría el ciclo de violencia
El 11 de octubre de 2020, justo antes de las Elecciones presidenciales de Estados Unidos de 2020, Estévez pidió a los votantes católicos que consideraran la oposición de la iglesia al derecho al aborto para las mujeres al seleccionar candidatas. Llamó al aborto el "asunto preeminente de derechos humanos" de nuestro tiempo.